# جمعية مرشدات كينيا
جمعية مرشدات كينيا هي المنظمة الإرشادية الوطنية في كينيا. تأسست في عام 1920، وأصبحت عضوا في الجمعية العالمية للمرشدات وفتيات الكشافة في عام 1963 وتحوي 120805 عضو (اعتبارا من 2003). الراعي الرسمي للجمعية هي السيدة الأولى لوسي كيباكي.